# Sinophorus rufoniger
Sinophorus rufoniger là một loài tò vò trong họ Ichneumonidae.